# 서울 지장암 목조석가여래좌상 및 복장유물
서울 지장암 목조석가여래좌상 및 복장유물(서울 地藏庵 木造釋迦如來坐像 및 服藏遺物)은 서울특별시 종로구 창신동에 있는, 조선시대의 불상 및 복장유물이다. 2012년 3월 22일 서울특별시의 유형문화재 제331호로 지정되었다.

## 개요
이 불상은 머리, 상체, 하체가 뚜렷이 구별되는 특징 있는 모습으로 머리가 유난히 높고 뾰족하여 얼굴 모양이 상·하로 긴 타원형을 이루고 있다.
고개숙인 얼굴, 육계 표현이 불분명한 머리의 특징 등으로 보아 17세기 말 전남 지역에서 크게 활약했던 색난 계열의 불상으로 추정되며, 비록 조성기는 남아 있지 않지만, 형태가 완전하고 보존상태가 양호하다.

## 참고 자료
- 지장암 목조석가여래좌상 및 복장유물 - 국가유산청 국가유산포털